# Joannette Kruger
Joannette Kruger (Johannesburg, 1973. szeptember 3. –) dél-afrikai teniszezőnő. 1989-ben kezdte profi pályafutását, karrierje során két egyéni és egy páros WTA-tornát nyert meg. Legjobb egyéni világranglista-helyezése huszonegyedik volt, ezt 1998 májusában érte el. 2003-ban vonult vissza a tenisztől.

## Eredményei Grand Slam-tornákon

### Egyéniben
| Torna           | 2003   | 2002   | 2001   | 2000   | 1999   | 1998   | 1997   | 1996   | 1995   | 1994   | 1993   |
| --------------- | ------ | ------ | ------ | ------ | ------ | ------ | ------ | ------ | ------ | ------ | ------ |
| Australian Open | -      | 1. kör | 1. kör | -      | -      | 3. kör | 2. kör | 2. kör | 2. kör | 1. kör | 1. kör |
| Roland Garros   | 1. kör | -      | 2. kör | 1. kör | 1. kör | 2. kör | 1. kör | -      | 2. kör | 3. kör | 1. kör |
| Wimbledon       | -      | -      | 1. kör | 1. kör | 1. kör | 1. kör | 2. kör | 1. kör | 1. kör | 1. kör | 1. kör |
| US Open         | -      | -      | 1. kör | 1. kör | -      | 2. kör | 4. kör | 1. kör | 2. kör | 1. kör | -      |

## Év végi világranglista-helyezései
| Év       | 1989 | 1990 | 1991 | 1992 | 1993 | 1994 | 1995 | 1996 | 1997 | 1998 | 1999 | 2000 | 2001 | 2002 | 2003 |
| Helyezés | 519. | 357. | 274. | 105. | 128. | 79.  | 30.  | 112. | 27.  | 30.  | 130. | 59.  | 46.  | 449. | 844. |